# Hermanos Galeana
Hermanos Galeana är en ort i Mexiko.   Den ligger i kommunen Huehuetla och delstaten Hidalgo, i den sydöstra delen av landet, 160 km nordost om huvudstaden Mexico City. Hermanos Galeana ligger 790 meter över havet och antalet invånare är 111.
Terrängen runt Hermanos Galeana är kuperad österut, men västerut är den bergig. Terrängen runt Hermanos Galeana sluttar österut. Runt Hermanos Galeana är det ganska tätbefolkat, med 104 invånare per kvadratkilometer. Närmaste större samhälle är Huehuetla, 2,5 km sydost om Hermanos Galeana. I omgivningarna runt Hermanos Galeana växer i huvudsak städsegrön lövskog.